# Andy Bryant
Andrew D. "Andy" Bryant, född i maj 1950, är en amerikansk företagsledare som är styrelseordförande för det multinationella elektronikföretaget Intel Corporation sedan 2012. Han sitter också som ledamot i koncernstyrelsen för det globala distributionsföretaget McKesson Corporation sedan 2008. Dessförinnan arbetade han inom finans för biltillverkarna Ford Motor Company och Chrysler Corporation, för att sedan arbeta för Intel, där han har haft positioner som bland annat finansdirektör, CAO och vice styrelseordförande.
Han avlade en kandidatexamen i nationalekonomi vid University of Missouri och en master of business administration vid University of Kansas.